# Maison ancienne (Hanoï)
La Maison ancienne est une maison traditionnelle de Hanoï au Viet Nam, devenue un musée.
Située au 87 de la rue Mã Mây (rue des Drapeaux noirs à l'époque de la colonisation française), dans le vieux-quartier, la maison est construite à la fin du XIXe siècle. Elle sert de boutique jusqu'en 1954 où on vend alors des herbes médicinales. Réquisitionnée par le gouvernement, la maison est occupée par cinq familles qui y exercent différents métiers.
Grâce à une coopération entre la ville de Toulouse et de Hanoï, la maison est restaurée et ouverte au public le 27 octobre 1999. L'édifice de trois étages qui avait été construit à l'arrière, de même que les subdivisions intérieures ajoutées au fil des ans, sont détruits pour redonner à la maison sa structure d'origine. Première restauration du genre dans le vieux-quartier, la maison devient bien patrimonial vietnamien en 2004.
L'architecture traditionnelle de cette maison est celle de la maison tube. Elle est constituée d'une suite de trois bâtiments disposés les uns derrière les autres et séparés par des cours intérieures qui assurent luminosité et ventilation. Les deux premiers bâtiments ont deux étages et sont dédiés à la boutique, au salon et à l'autel des ancêtres, puis à l'arrière-boutique et aux chambres. Enfin, à l'arrière, se trouvent la cuisine et les toilettes.

## Galerie

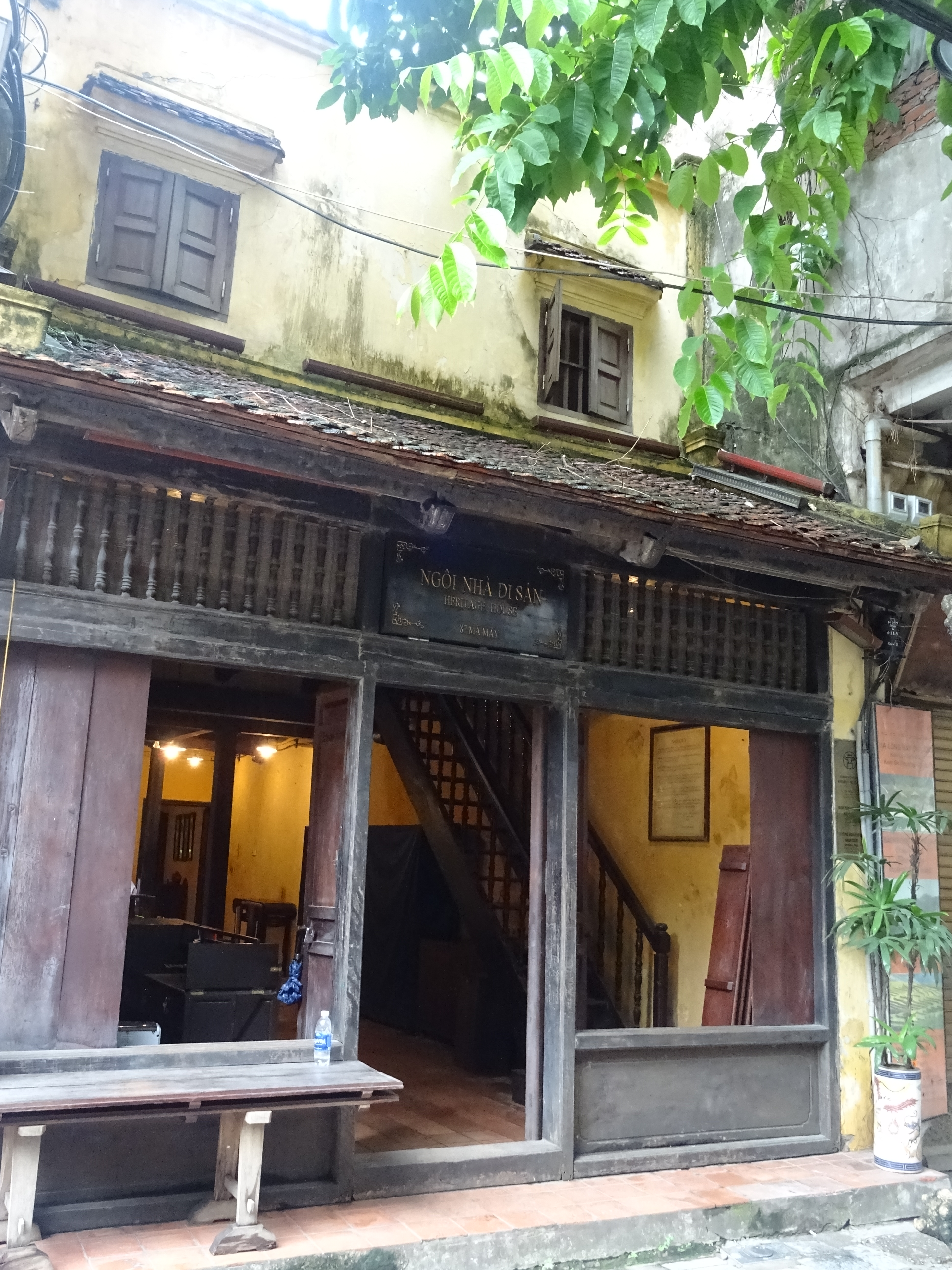
Entrée du premier bâtiment
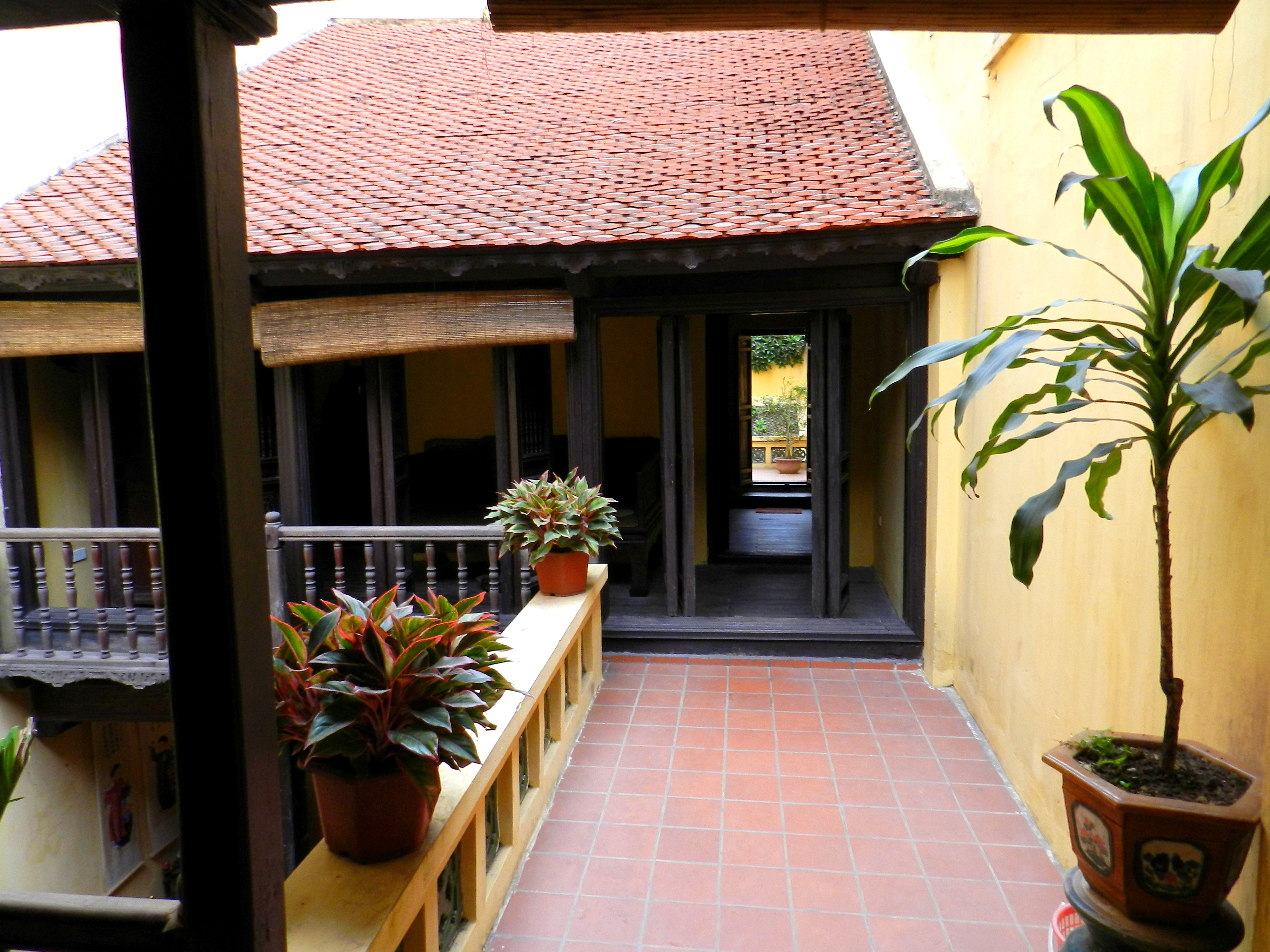
Vue du 2e bâtiment.
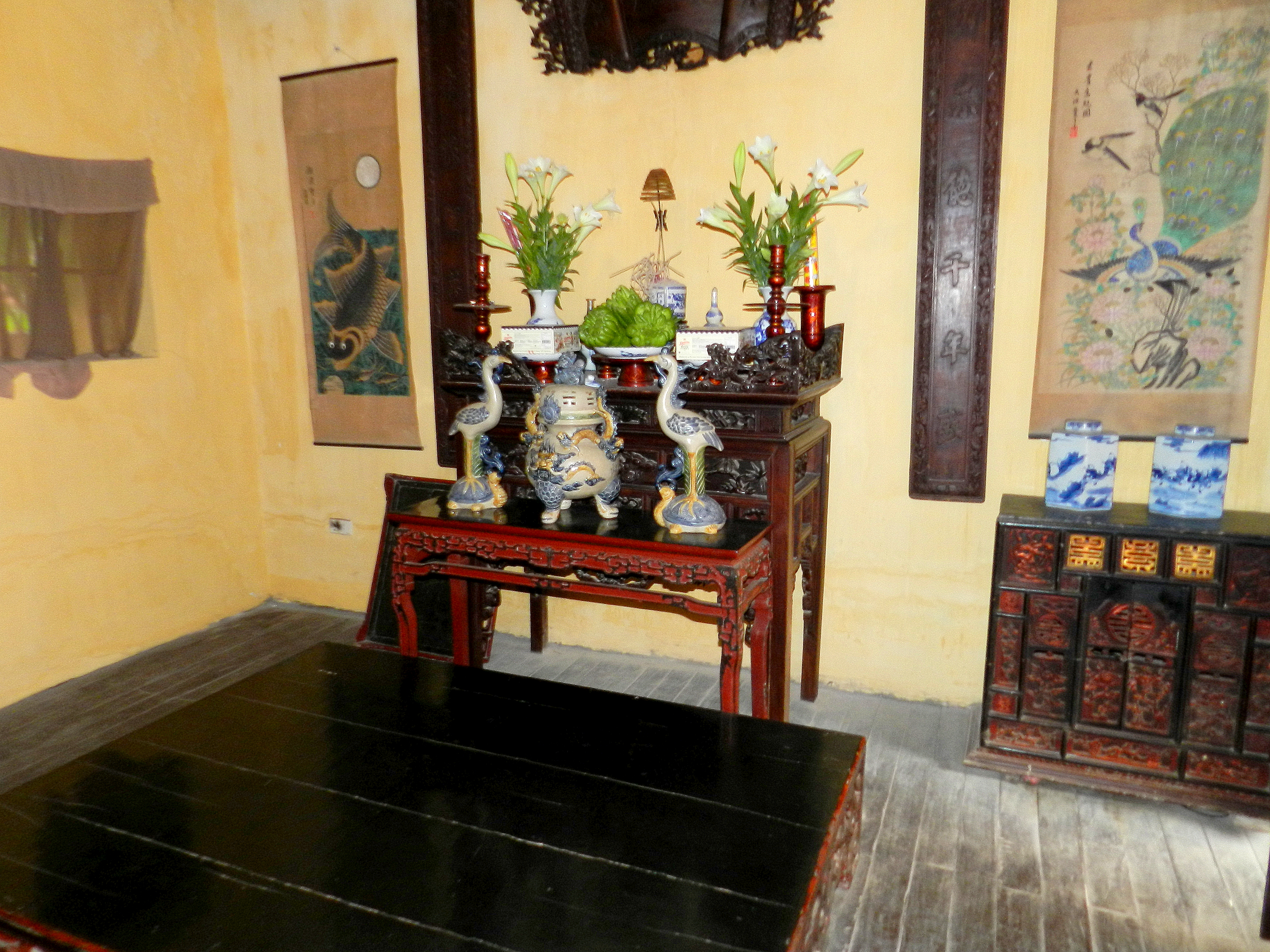
L'autel des ancêtres
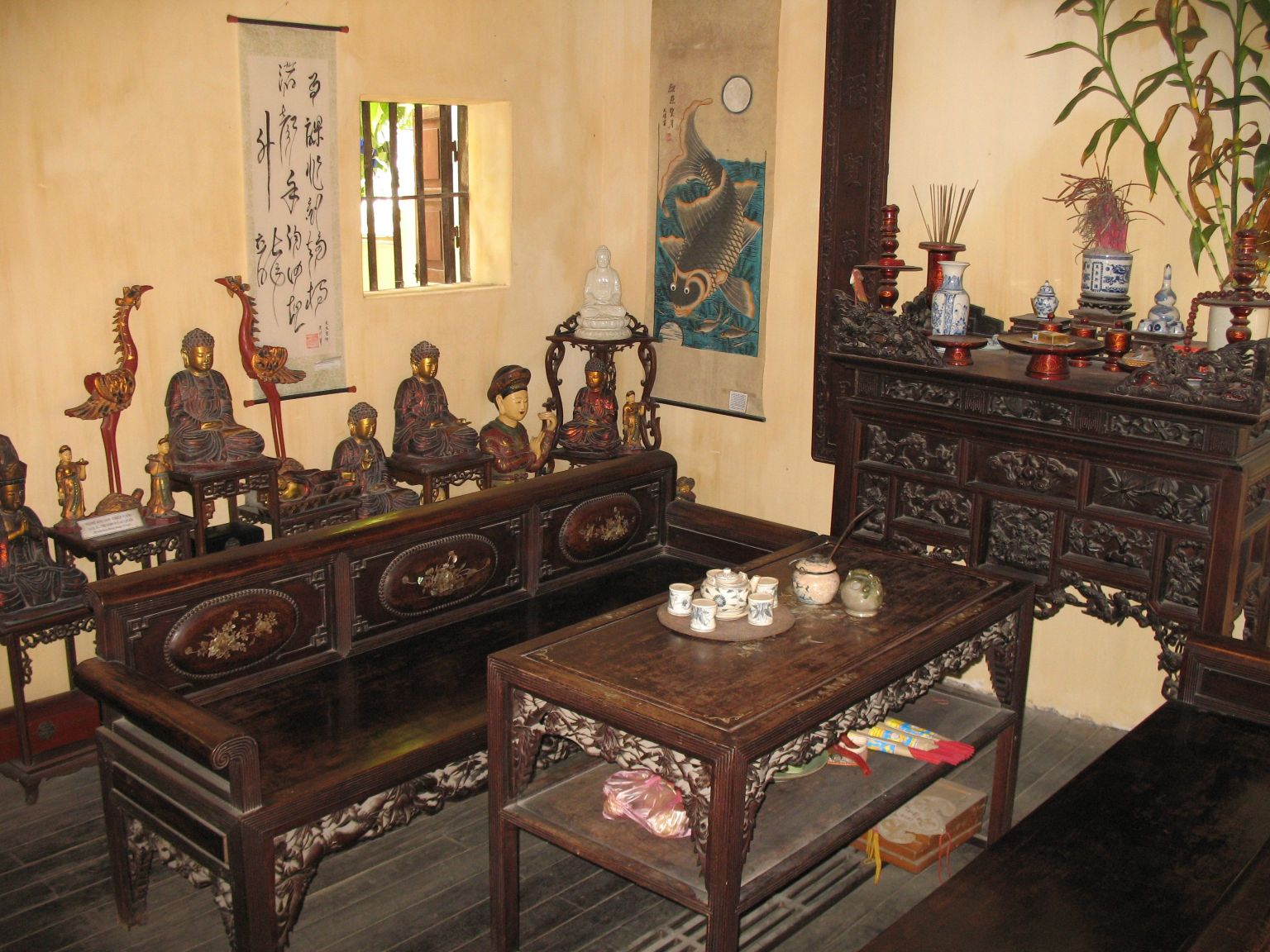
Salon
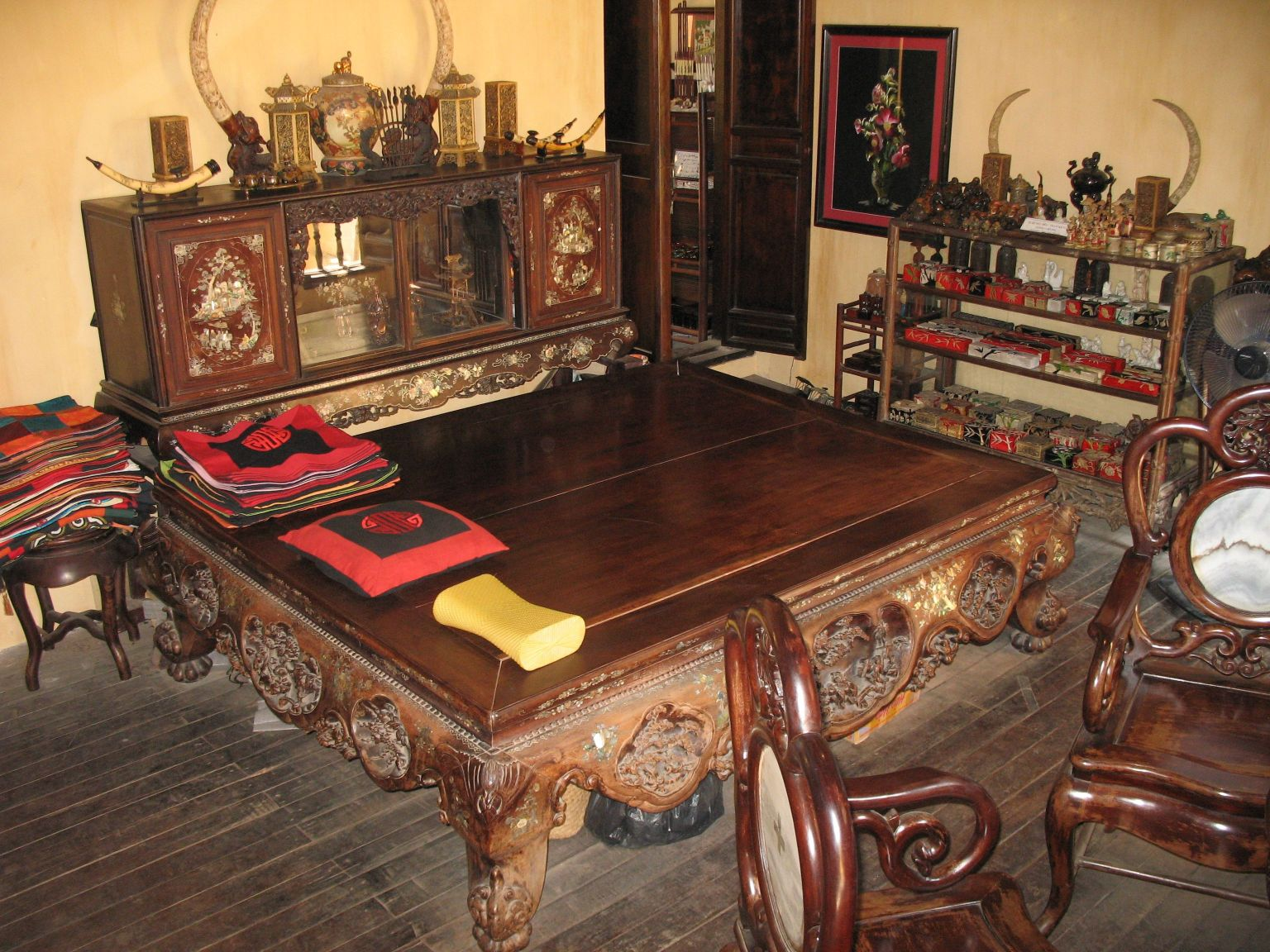
Chambre
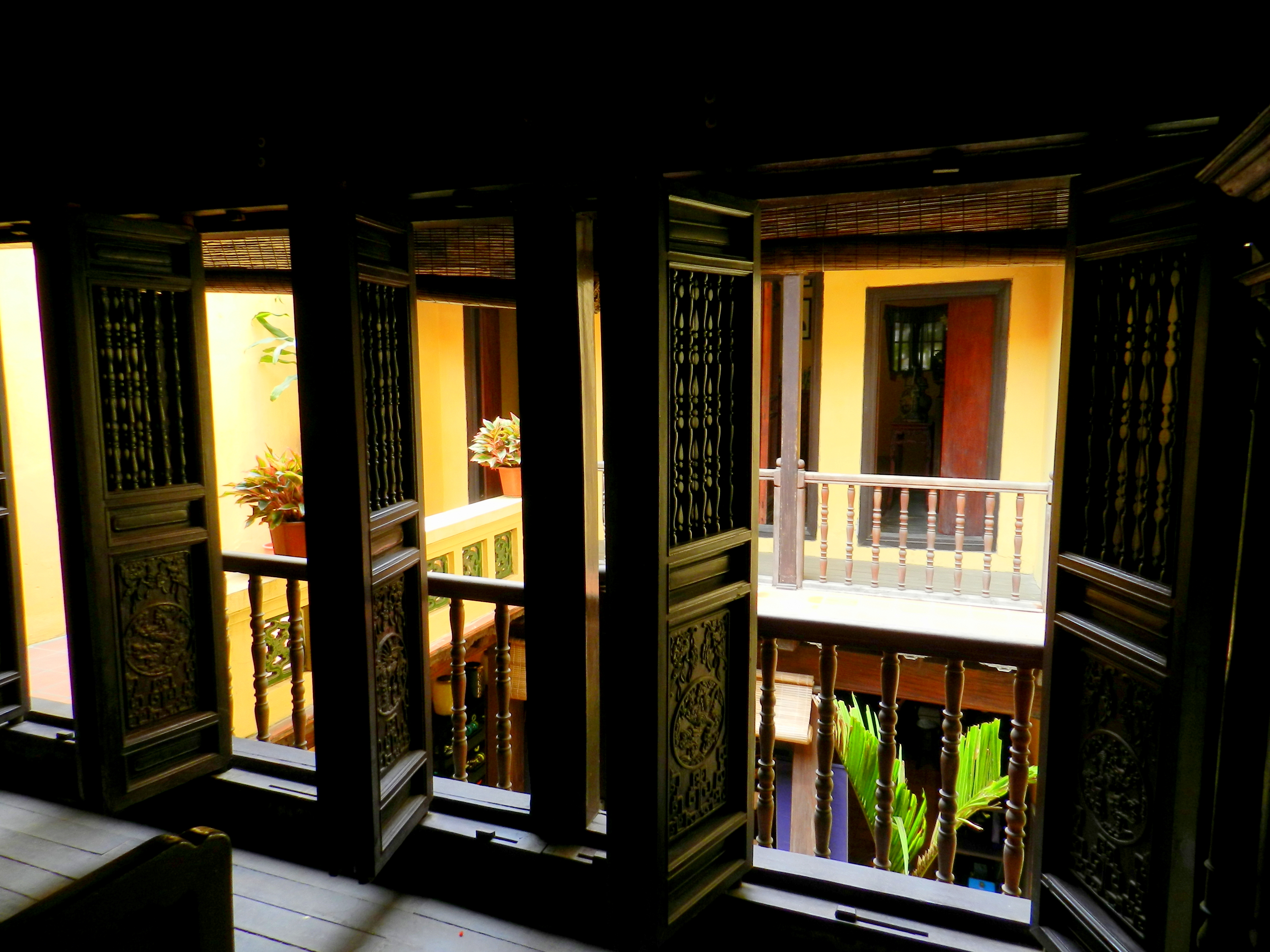
Les volets de bois de la chambre